# 50866 Davidesprizzi
50866 Davidesprizzi è un asteroide della fascia principale. Scoperto nel 2000, presenta un'orbita caratterizzata da un semiasse maggiore pari a 2,5767482 UA e da un'eccentricità di 0,1335514, inclinata di 13,36299° rispetto all'eclittica.